# Libro bianco di Churchill
Il Libro bianco di Churchill (in inglese Churchill White Paper) del 3 giugno 1922 (a volte indicato come "Politica britannica in Palestina", in inglese British Policy in Palestine) fu redatto su richiesta di Winston Churchill, allora Segretario di Stato per le Colonie, in parte in risposta ai moti di Giaffa del 1921. Il nome ufficiale del documento era Palestina: corrispondenza con la delegazione araba palestinese e l'Organizzazione sionista (in inglese Palestine: Correspondence with the Palestine Arab Delegation and the Zionist Organisation).
Il Libro banco era composto da nove documenti, mentre il "memorandum di Churchill" era un allegato al documento numero 5. Pur mantenendo l'impegno della Gran Bretagna nei confronti della Dichiarazione Balfour e la promessa di un focolare nazionale ebraico nella Palestina mandataria, il documento sottolineava che la creazione di un focolare nazionale non avrebbe imposto una nazionalità ebraica agli abitanti arabi della Palestina. Per ridurre le tensioni tra arabi ed ebrei in Palestina, il documento chiese di limitare l'immigrazione ebraica alla capacità economica del paese di assorbire i nuovi arrivi. Questa limitazione fu considerata un grande ostacolo da molti nel movimento sionista, sebbene riconoscesse che gli ebrei sarebbero stati in grado di aumentare il loro numero attraverso l’immigrazione.

## Antefatti

### Resistenza nascente
Il 23 ottobre 1918, in seguito alla campagna del Sinai e della Palestina della prima guerra mondiale, fu istituita l'Amministrazione del territorio nemico occupato sulle province levantine dell'ex Impero ottomano. In precedenza, il 1º ottobre 1918, il generale Allenby era stato autorizzato a consentire di issare la bandiera araba a Damasco. Il 5 ottobre 1918 fu nominato un governo arabo che ottenne de facto l'indipendenza dopo il ritiro delle forze britanniche il 26 novembre 1919. Nel corso del 1918 furono istituite in tutta la Palestina le associazioni musulmano-cristiane con l’obiettivo di opporsi al sionismo e istituirono successivamente il Congresso arabo palestinese per promuovere tale obiettivo. Nel primo anniversario della Dichiarazione Balfour, nel novembre 1918, ci furono proteste non violente. Petizioni contro la politica sionista furono consegnate a Ronald Storrs e al governatore di Giaffa. All’inizio del 1919, il primo Congresso arabo palestinese rifiutò il sionismo politico. La Palestina era vista come parte di una Siria indipendente sotto Faisal bin Hussein. Si decise di inviare una delegazione a Damasco e i rappresentanti parteciparono al Congresso nazionale siriano a Damasco l'8 giugno 1919 "per informare i patrioti arabi della decisione di chiamare la Palestina Siria meridionale e unirla alla Siria settentrionale".
Il Regno Arabo di Siria fu uno stato non riconosciuto proclamato Regno l'8 marzo 1920 ed esistette fino al 25 luglio 1920. Durante la sua breve esistenza il regno fu guidato da Faisal, figlio di Sharif Hussein bin Ali. Nonostante le sue rivendicazioni sul territorio della Grande Siria, il governo di Faisal controllava un'area ristretta e dipendeva dalla Gran Bretagna che, insieme alla Francia, si opponeva in via generale all'idea di una Grande Siria e rifiutava di riconoscere il regno.
Poco dopo i moti di Gerusalemme di inizio aprile, la conferenza di Sanremo della fine di aprile 1920 assegnò il mandato di Palestina alla Gran Bretagna e le autorità decisero di rifiutare il permesso per la convocazione di un secondo congresso arabo palestinese destinato ad affrontare il nuovo assetto.
In una conferenza tenuta alle Nazioni Unite, lo storico Rashid Khalidi ha osservato che la reazione della Palestina alla dichiarazione era stata ritardata dalla continua chiusura dei giornali per due anni e dalle tristi circostanze postbelliche del paese. L'amministrazione militare aveva deciso di non pubblicare la Dichiarazione Balfour per paura delle ripercussioni. Dopo che si seppe della nomina di Herbert Samuel, il 28 aprile 1920 ad Acri, il generale Bols informò i "rappresentanti di tutte le comunità" che il mandato e la dichiarazione sarebbero stati inclusi nel trattato di pace con la Turchia. La Commissione Palin ipotizzò che, alla luce di tutti i successivi "malintesi", sarebbe stato più saggio pubblicare in primo luogo la dichiarazione ed evitare confusione. Fu solo nel maggio 1920 che il testo della Dichiarazione Balfour fu letto a Nablus da Sir Louis Bols.

### Al Cairo e a Gerusalemme

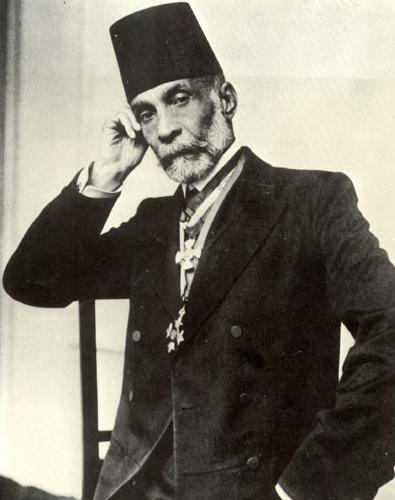
Musa Kazim al-Husayni, ex sindaco di Gerusalemme.

Il Comitato Esecutivo del terzo Congresso arabo palestinese, guidato da Musa Kazim al-Husseini incontrò il nuovo Alto Commissario, Herbert Samuel, che rifiutò di concedere ai loro membri qualsiasi riconoscimento ufficiale a meno che non accettassero la politica britannica per un focolare nazionale ebraico. Il comitato, dopo essere stato respinto al Cairo, incontrò il 28 marzo 1921 Churchill a Gerusalemme per quella parte della conferenza del Cairo e presentò un memorandum in cui specificava le proprie rimostranze. Da un lato Churchill assicurò alla commissione, in relazione alla seconda parte della Dichiarazione Balfour che "se una promessa resta valida, resta valida anche l'altra"; dall'altro affermò che fosse una questione politica e gli arabi non potevano fare altro che accettarla con le sue annesse conseguenze, inclusa l'immigrazione ebraica.
Al Cairo si discusse della Palestina con l'emiro Abdullah che sosteneva che avrebbe dovuto controllare l'intera area del Mandato di Palestina di competenza dell'Alto Commissario. L'emiro sostenne alternativamente un'unione con l'Iraq ma Churchill respinse entrambe le richieste. Rispondendo al timore di Abdullah per un regno ebraico a ovest del Giordano, Churchill decretò che non solo non era previsto "che centinaia e migliaia di ebrei si riversassero nel paese in brevissimo tempo e dominassero la popolazione esistente", ma che fosse addirittura abbastanza impossibile. Affermò che "'immigrazione ebraica sarebbe stata "un processo molto lento e i diritti della popolazione non ebraica esistente sarebbero [stati] rigorosamente preservati". Riguardo alla politica britannica in Palestina, Herbert Samuel aggiunse che: "Non si trattava di istituire lì un governo ebraico [...] Nessuna terra sarebbe stata sottratta a nessun arabo, né la religione musulmana sarebbe stata toccata in alcun modo".

### A Londra
Nel quarto congresso del 25 giugno 1921, si votò l'invio a Londra di una delegazione di sei uomini che lasciò la Palestina il 19 luglio 1921. Dopo una breve visita al Cairo, la delegazione si recò a Roma dove fu ricevuta in udienza da Papa Benedetto XV che espresse solidarietà alla loro causa. La delegazione (comunemente chiamata delegazione araba palestinese o delegazione musulmano-cristiana) arrivò a Londra l'8 agosto. Tre membri della delegazione si recarono a Ginevra e si unirono al Congresso siro-palestinese per presentare il loro caso alla Società delle Nazioni e per protestare contro la bozza del mandato. Il presidente della delegazione era Musa Kazim al-Husseini. Il suo segretario era Shibli al-Jamal (Dr. Fu'ad Samad, assistente segretario) e gli altri 4 delegati erano Tawfiq Hammad, Amin al-Tamimi, Ibrahim Shammas, Mu'in al-Madi. In agosto si svolsero tre incontri con Churchill e altre discussioni e corrispondenze con i funzionari del Colonial Office insieme all'incontro con Weizmann in novembre; furono tutti infruttuosi poiché la delegazione volle effettivamente abbandonare del tutto la condotta politica e gli inglesi erano disposti a tollerare soltanto piccoli aggiustamenti. La bozza della proposta di una Costituzione palestinese fu infine inviata alla delegazione a febbraio e la loro risposta costituisce il primo documento pubblicato nel Libro bianco.

### Rivolte di Giaffa
Le rivolte del maggio 1921 a Giaffa e dintorni furono oggetto di un rapporto pubblicato il 1º ottobre 1921, che stabiliva che la causa principale fosse dovuta al malcontento arabo nei confronti dell'immigrazione ebraica e al pregiudizio filo-ebraico percepito dalle autorità mandatarie. L'ambito del rapporto fu ampliato per includere l'analisi di eventuali disordini correnti in Palestina, e prese quindi in considerazione anche l'inedito rapporto Palin sulle rivolte di Gerusalemme dell'aprile 1920. Il Libro bianco intendeva affrontare le questioni individuate.

## Dichiarazione della politica in Palestina

Sir Herbert Samuel, seduto al centro, con i capi della chiesa di Gerusalemme e i funzionari britannici, 1922.

Il 3 giugno 1921, Samuel tenne un discorso (citato nel paragrafo 6 del documento n. 2 del Libro bianco del 1º marzo 1922) che lo storico McTague descrive come un tentativo necessario, a distanza di più di tre anni, per definire la Dichiarazione Balfour. Come disse un autore, citando un rapporto del Ministero degli Esteri del 6 giugno 1920, "...quello che mi colpì più di tutto fu che nessuno sembrava sapere cosa significasse la politica sionista del governo di Sua Maestà". Churchill citò Samuel nel primo intero dibattito parlamentare del 14 giugno 1921 sulla Palestina nel quale difese la politica e i mandati sostenendo che fosse tutto concordato in precedenza, che fosse importante per la Gran Bretagna mantenere la parola data e che, a condizione che l’immigrazione fosse adeguatamente regolamentata, ciò sarebbe stato a vantaggio dell’economia.
Fu Herbert Samuel a insistere, tornando a Londra in maggio, per un'interpretazione "definitiva" della Dichiarazione. Pur sostenendo tale principio, la politica restringeva l'interpretazione di una "patria nazionale", escludendo da un punto di vista geografico il territorio a est del fiume Giordano e da un punto di vista politico definendolo in termini di “sviluppo della comunità esistente”; dal punto di vista numerico, limitava la futura immigrazione alla “capacità economica del Paese”.
Il "British Policy in Palestine" ("Politica britannica in Palestina", allegato al documento n. 5 del Libro bianco) fu accettato dall'Organizzazione sionista (documento n. 7 del Libro bianco) e respinto dai palestinesi (documento n. 6 del Libro bianco). Poco dopo, la Camera dei Lord respinse on 60 voti contro 25 un mandato sulla Palestina che incorporava la Dichiarazione Balfour. Il voto fu successivamente annullato da un'altra votazione di 292 a 35 alla Camera dei Comuni.
Il Libro bianco, formalizzato come Ordine sulla Palestina nel Consiglio (Palestine Order in Council) di agosto, riaffermava l’impegno britannico per un focolare nazionale, prometteva che la Palestina non sarebbe diventata uno Stato ebraico e che gli arabi non sarebbero stati subordinati agli ebrei. Secondo lo storico Fieldhouse il Libro bianco inoltre "ha interpretato e modificato in modo sottile la rigidità del mandato", sottolineando che la Dichiarazione Balfour "non contemplava che la Palestina nel suo insieme dovesse essere trasformata in un focolare nazionale ebraico, ma che tale focolare dovesse essere fondato in Palestina", e affermava il diritto all'immigrazione ebraica che fosse però soggetta al concetto di "capacità di assorbimento economico”.
Lo storico Evyatar Friesel afferma che i termini del Memorandum di Churchill e del Mandato erano "chiaramente contraddittori". Sussisteva un "doppio obbligo" nei confronti degli ebrei e dei non ebrei. L'idea di una patria nazionale in Palestina veniva rifiutata nel suo insieme pur accettando che gli ebrei fossero in Palestina "per diritto e non per tolleranza".
Renton sottolinea che gli impegni sionisti nel Mandato andavano oltre la Dichiarazione nel riconoscere il legame storico del popolo ebraico con la Palestina, insieme ai "motivi per ricostituire la loro patria nazionale in quel paese" e che la Gran Bretagna doveva garantire l'istituzione di un "Focolare nazionale ebraico". Egli afferma anche, tuttavia, che il Mandato aveva la responsabilità di sviluppare istituzioni di autogoverno per l'intera popolazione della Palestina, non solo per gli ebrei, ma anche per "salvaguardare i diritti civili e religiosi di tutti gli abitanti della Palestina". Il problema fu che né la Dichiarazione né il Mandato definivano la patria nazionale; non venivano specificati i diritti della popolazione "non ebraica" e il modo in cui sarebbero stati influenzati dalla creazione del focolare nazionale, e come sarebbe stati "salvaguardati". Questi termini vaghi non fornivano alcuna chiarezza su come il paese dovesse essere governato, o quale fosse il suo fine essenziale, una carenza fondamentale ereditata dalla Dichiarazione.
Per quanto riguarda la rivendicazione avanzata dalla delegazione araba palestinese rispetto alla corrispondenza McMahon-Hussein, lo storico Kedourie nota che McMahon era stato interrogato sulla questione e che la sua lettera del 12 marzo 1922 non fece altro che "aumentare la confusione". Sebbene Samuel avesse insistito per la pubblicazione, John Evelyn Shuckburgh, capo per la politica per il Medio Oriente del Colonial Office, ritenne che non si sarebbe ottenuto nulla, anche perché nei confronti della delegazione araba palestinese era stata già fornita un'argomentazione diversa per l'esclusione della Palestina dall'impegno di McMahon. Kedourie ritiene inoltre poco probabile che la pubblicazione avrebbe posto fine alla discussione e che la risposta fornita nella corrispondenza del Libro bianco "non era affatto" una risposta alla richiesta.

## Sviluppi successivi
Nel febbraio 1923, in seguito ad un cambio di governo, Cavendish, in un lungo memorandum per il Gabinetto, gettò le basi per una revisione segreta della politica in Palestina:
Nella sua nota di accompagnamento il segretario di Stato per le Colonie Vicotr Cavendish richiese che fosse fatta una dichiarazione politica il prima possibile e che il governo dovesse concentrarsi su tre questioni: (1) se gli impegni nei confronti degli arabi fossero o meno in conflitto con la dichiarazione Balfour; (2) in caso negativo, se il nuovo governo dovesse continuare la politica stabilita dal vecchio governo nel Libro bianco del 1922; e (3) in caso negativo, quale politica alternativa dovesse essere adottata.
Stanley Baldwin, in sostituzione di Bonar Law, nel giugno 1923 istituì un sotto-commissione governativa i cui termini di riferimento erano:
Il Consiglio dei Ministri approvò il rapporto del comitato il 31 luglio 1923. Descrivendolo come "a dir poco straordinario", Quigley ha osservato che il governo stava ammettendo a se stesso che il suo sostegno al sionismo era stato motivato da considerazioni che non avevano nulla a che fare con i meriti del sionismo o con le sue conseguenze per la Palestina. Come ha osservato Huneidi, "saggio o imprudente, è quasi impossibile per qualsiasi governo districarsi senza un sostanziale sacrificio di coerenza e rispetto di sé, se non di onore".
La formulazione della dichiarazione fu dunque incorporata nel Mandato britannico per la Palestina, uno strumento giuridico che creò la Palestina mandataria con lo scopo esplicito di mettere in atto la dichiarazione che fu alla fine formalizzato nel settembre 1923. A differenza della dichiarazione stessa, il mandato era giuridicamente vincolante per il governo britannico. Nel giugno 1924, la Gran Bretagna presentò il suo rapporto alla Commissione dei mandati permanenti per il periodo compreso da luglio 1920 a fine 1923, che non conteneva nulla della franchezza riscontrata nei documenti interni; i documenti relativi alla rivalutazione del 1923 rimasero segreti fino all'inizio degli anni '70.